# Abbaye Saint-Julien d'Auxerre
Pour les articles homonymes, voir Saint-Julien, Saint Julien et Église Saint-Julien.
L'abbaye Saint-Julien, de son nom complet abbaye Sainte Marie Mère de Dieu et Saint-Julien, se trouvait à Auxerre (comté d'Auxerre), dans l'actuel département français de l'Yonne en région Bourgogne-Franche-Comté.

## Fondation
Le premier établissement Saint-Julien date d'avant 572, puisqu'il est mentionné dans la règle liturgique établie par Aunaire (évêque d'Auxerre 572-605) et que ce dernier a commencé son épiscopat à Auxerre cette année-là. 

Noter que 150 ans avant Aunaire, saint Germain (évêque d'Auxerre 418-448), de retour d'un voyage à Arles, passe par Brioude où est inhumé saint Julien. Les habitants sont en peine de ne pas savoir la date à laquelle honorer ce saint (anniversaire de sa mort). Germain prie cette nuit-là, et la date de la mort de saint Julien lui est révélée, étant le cinquième jour des calendes de septembre. Il est possible que cet épisode ait donné naissance au culte de saint Julien à Auxerre. 

Ce premier Saint-Julien est un établissement pour hommes : en 621 l'abbé en est Nigivald, mentionné à l'occasion d'un legs que saint Didier (évêque 603-621) fait par testament à Saint-Julien,. À l'époque le monastère est encore dans les murs de la ville, « enfermé dans une petite étendue de terrain ».
Saint Pallade, 20e évêque (622-653), le transfère hors des murs de la ville. Cette deuxième fondation, dont l'acte est signé la 8e année du règne de Dagobert Ier (roi des Francs 629–638 ou 639), daterait donc de 635 ; les années 634 et 644, sont aussi mentionnées. 

Pallade fait construire au sud de la ville d'importants bâtiments et une enceinte de murs (contrairement à l'habitude de son temps qui était de faire une enceinte de fossés) pour le nouvel établissement. 

Il dédie le prieuré à sainte Marie mère de Dieu et saint Julien de Brioude ; mais seul le nom de Saint-Julien sera couramment retenu. Il place à sa tête Angéside, diacre du chapitre d'Auxerre.
Le nouveau monastère Saint-Julien est composé de trois églises ; l'une est dédiée à la sainte Vierge, une deuxième à saint André, et une troisième à saint Julien de Brioude en continuation du nom du premier monastère bâti dans la ville. Il y a aussi deux oratoires, l'un dédié à saint Ferréol de Vienne et l'autre à saint Martin de Tours. 

Selon Lebeuf, Pallade y installe des femmes (qui doivent être vierges ou veuves),. D'autres sources indiquent que l'établissement était double et composé de moines et de religieuses ; l'établissement pour femmes était le plus important, celui pour hommes étant chargé des messes et autres fondations ecclésiastiques des règles de Pallade (voir plus bas section « Règles »).

## Situation

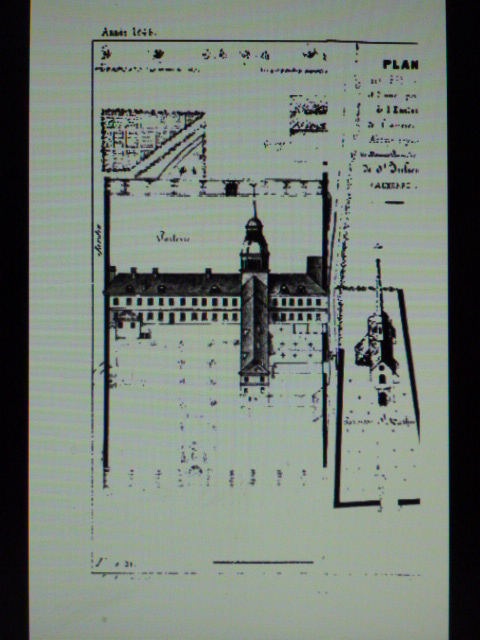
Abbaye Saint-Julien,
plan de 1848.

Selon certaines sources l'emplacement des bâtiments de Pallade est sur une petite éminence près du ru de Vallan, et plus précisément dans le quadrilatère entre la rue Louis-Richard (D239), rue des Vauboulons, rue des Sénons et rue Gérot (voir plan de 1848 ci-contre). 

Mais un autre plan de l'abbaye et de son clos établi en 1716 montre des bâtiments différents de ceux du plan de 1848, également situés près du ru de Vallan mais en bord de l'Yonne au niveau de l'île du Batardeau, près de la confluence du ru de Vallan avec l'Yonne. Cette île, plus grande alors que de nos jours, sépare l'Yonne en deux bras dont le bras sud (côté rive gauche) est nommé au XVIIIe siècle « bié » (bief) et « soubié (sous-bief) du Batardeau ». Le côté nord de la cour du monastère ouvrait directement sur ce bras de l'Yonne, emprunté depuis par le canal du Nivernais. Ce faubourg s'appelle depuis le faubourg puis quartier Saint-Martin-lès-Saint-Julien, ou le grand Saint-Martin, sans doute pour le distinguer du faubourg de Saint-Martin-les-Saint-Marien. Sa position rend l'établissement vulnérable aux attaques – et celles-ci seront nombreuses au fil des siècles. 

Il est possible que ces plans représentent, l'un l'établissement pour hommes, l'autre l'établissement pour femmes : les chanoines qui remplacent les moines après la récupération de l'établissement des mains des laïcs en 940, « demeuraient dans un cloître particulier ».
Quoi qu'il en soit, le terrain est vaste, fertile et arrosé par la bonne eau d'une branche du ru de Vallan. Noter que cet endroit fournit les eaux les plus pures dans les alentours d'Auxerre ; ailleurs, celles-ci sont de qualité médiocre. Sur la colline où les chrétiens s'installent lorsqu'ils deviennent plus nombreux, les seules sources d'eau étaient l'étang de Saint-Vigile et la fontaine Saint-Germain. C'est leur ville qui recevra les fortifications, et non l'Autricum de la plaine.

## Occupation précédente du lieu
À environ 2 km au sud du centre d'Auxerre actuel existait une ville gauloise que l'abbé Lebeuf nomme Vellaunodunum ou Vallaon. La petite élévation sur laquelle elle se trouvait, et quelques pièces d'eau alentour, contribuaient à sa défense. Abandonnée avant l'arrivée des Romains à cause de l'incommodité de sa situation, elle a laissé sa trace dans le nom du ru de Vallan. Les Romains s'y installèrent, bâtissant Autricum, qui a laissé plusieurs vestiges d'édifices trouvés dans la plaine de Saint-Julien et de Saint-Martin. À l'époque où l'évêque Pallade (622-653) y transfère Saint-Julien, Autricum n'est pas totalement abandonné.
Un fragment de voie antique a été trouvé au XIXe siècle dans le secteur de l'abbaye. La route antique entre Autun et Sens passait là, qui allait devenir la branche principale de la Via Agrippa de l'Océan. Ce chemin forme une levée qui commence immédiatement au-dessus de la vallée où est la prairie d'Autricum, là où se trouve le faubourg Saint-Martin et principalement dans le lieu qui forme l'enclos de l'abbaye Saint-Julien.

## Règles
La première règle connue est celle de saint Aunaire (évêque 572-605), selon laquelle les douze églises principales de la paroisse doivent célébrer les litanies chacune à leur tour aux calendes (au premier jour) de chaque mois ; les calendes de juillet sont assignées à l'église de Saint-Julien (c'est-à-dire à l'église Saint-Martin).
Selon la règle que Pallade (622-653) donne à sa fondation, en sus de la messe conventuelle quotidienne pour la communauté, une messe doit être célébrée chaque jour dans chacune des trois églises du monastère : celle de sainte Marie, celle de saint André et celle de saint Julien. Les moines doivent aussi nourrir douze pauvres chaque jour. 

Tous les jeudis l'ensemble des moines doit aller en procession à l'église Saint-Étienne pour y célébrer la messe ; ces jours-là les moines doivent nourrir trente pauvres. Le jeudi de la semaine sainte ils doivent nourrir et habiller soixante pauvres. Pallade charge le diacre Andegise de veiller à la régularité d'observation de ces directives.
Enfin il y a aussi la règle de Tétrice (évêque 691-706), selon laquelle l'église Saint-Martin de l'abbaye Saint-Julien doit servir la cathédrale pendant la quatrième semaine de janvier, et le monastère Saint-Julien lui-même a la même charge pendant la deuxième semaine de novembre.
À la procession de Saint-Julien le jour de la fête patronale, l'abbesse doit fournir les gâteaux ; au XIVe siècle cette offrande est convertie en argent. Ces processions cessent en 1727.
Procession de Saint-Julien par les chanoines à la mort de l'abbesse.

## Période d'aliénations et cessions
Sous Charles Martel (690-741) l'abbaye est, comme beaucoup d'autres établissements religieux, aliénée et passe dans les mains de seigneurs laïcs qui prennent le titre d'abbés (séculiers). C'est l'époque pendant laquelle les abbayes et monastères deviennent des biens patrimoniaux héréditaires y compris pour les filles, et qui dure jusqu'après Charlemagne – on en voit encore des exemples au Xe siècle. Pour Auxerre, cette période commence vers l'an 735 sous l'évêque Aidulphe (733-748) : la plupart des biens des établissements religieux sont distribués en partage à six seigneurs bavarois et chacune des abbayes, y compris Saint-Julien, donnée à un séculier ; il ne reste plus que 100 manses ou fermes à l'évêque.
Vers 866, l'abbé de Saint-Julien est le comte d'Auxerre Hugues, dit Hugues l'Abbé († 886) pour le nombre d'abbayes dont il tire des revenus. Il expose à Louis le Pieux (roi 814-840) que Charlemagne lui-même, ainsi que ses prédécesseurs, avaient ordonné que l'entrée de Saint-Julien soit interdite à tout évêque ou archidiacre, sauf pour prier ou prêcher, et demande à Louis de renouveler cette ordonnance - ce que le roi fait. D'un autre côté, il présente à Charles le Chauve, successeur de Louis le Pieux, les confirmations par Grégoire II des donations de Pallade et lui énonce les donations que lui-même et des princes et rois ont faites au monastère ; et obtient de Charles une nouvelle confirmation de ces donations, avec défense à tous abbés ou recteurs d'y porter atteinte.
Le retour aux abbés religieux date d'Héribert, évêque 971-995. Fils du duc de Bourgogne Hugues le Grand, il est habitué au faste, mais pas au détriment de son patrimoine. De plus, il est le frère d'Henri, duc de Bourgogne ; ce dernier, qui aime voir l'ordre régner dans les établissements religieux, demande à saint Mayeul, abbé de Cluny et ami personnel de leur frère Hugues Capet, de faire restaurer la discipline et le respect de la règle à l'abbaye Saint-Germain.
Le vénérable Wibaud, évêque 879-887, a à cœur de faire célébrer l'office avec faste dans la cathédrale et fait de nombreuses démarches pour que Saint-Julien soit soumise et rattachée au service de Saint-Étienne. Il y parvient finalement, « par le moyen des présents qu'il fait au roi », dit Lebeuf. Mais il meurt avant que soit expédiée la charte royale ratifiant cette union des deux établissements.
L'évêque Guy (933-961) réussit à faire annexer Saint-Julien à la cathédrale Saint-Étienne par une charte de Louis d'Outremer (roi des Francs 936-954) grâce à l'appui de Hugues le Grand. Mais comme par la suite Saint-Julien n'a pas eu de clergé pendant longtemps, au (XVIIIe siècle) cette soumission ne se voit plus.

## Vie de l'abbaye
Deux fois de suite, en 887 et 889, les Normands brûlent les faubourgs d'Auxerre et donc également le monastère Saint-Julien. Entre 1135 et 1146, Hugues de Mâcon (év. 1137-1151) et Guillaume II acceptent l'arbitrage de saint Bernard pour de nombreux points conflictuels. L'un de ces points litigieux porte sur les mesures (de marchandises) employées par le pourvoyeur de l'évêque et ceux du comte. À cette occasion, il est décidé que les mesures de Saint-Julien et de Saint-Germain doivent s'ajuster sur celles du comte d'Auxerre.
Guillaume IV, comte d'Auxerre (1161-1168), fait construire la deuxième enceinte de fortifications d'Auxerre, qu'il étend jusqu'aux terres de l'abbaye Saint-Julien, sans toutefois inclure cette dernière dans l'enceinte agrandie.
En 1207, l'importance de l'abbaye Saint-Julien est telle qu'un simple jugement pour empêcher ses tanneries du pont d'Auxerre de rétrécir le lit de la rivière, en est remis à Manassès de Seignelay évêque d'Orléans (1207–1221). Noter que Manassès est le frère de Guillaume évêque d'Auxerre (1207–1219) ; qu'il soit choisi (et accepté) comme juge, alors que son frère est l'une des parties, en dit long sur sa réputation de probité.
L'évêque Henri de Villeneuve (1220-1234) érige en 1221 en paroisse la chapelle du Val de Marcy, qui auparavant n'était qu'un recours de Coulanges-la-Vineuse, à condition que la présentation (le choix du curé) dans ces deux cures appartienne à l'abbesse de Saint-Julien.
En 1304, l'abbaye sert de cadre à un accord passé entre le chapitre d'Auxerre et les gens de Chichery.
En 1358, les Anglais envahissent la Champagne. Le château de Regennes à Appoigny, propriété des évêques d'Auxerre, tombe dans les mains de Robert Knolles le 8 décembre 1358, ainsi qu'Appoigny. Auxerre est prise dans la nuit du 9 au 10 mars 1359.
En 1362, il existait, dans le bourg de Saint-Julien, un lieu appelé la Loge aux Aveugles de Saint-Julien.
Le 22 juillet 1412, la plaine de l’abbaye Saint-Julien est le théâtre de la signature, plus ostentatoire que sincère, de la paix entre les Armagnacs et les Bouguignons (Auxerre avait pris le parti du duc de Bourgogne Jean sans Peur).
Le 3 avril 1515, François de Dinteville (év. 1513-1530) donne une ordonnance contre l'abbesse et les religieuses de Saint-Julien, leur enjoignant de ne pas sortir sans permission de leur terre clôturée et de n'y admettre que leur médecin ; ainsi que de mieux veiller sur leur temporel. 

En 1522, il va jusqu'à chasser de Saint-Julien l'abbesse Marguerite de Saigny, parce qu'elle a refusé d'obéir à ses ordonnances, et fait abattre l'écusson de ses armes qui se trouvait près du moulin de Saint-Martin. Mais l'abbesse est ramenée à Saint-Julien quelque six mois plus tard par plusieurs dizaines de Suisses de ses compatriotes avec à leur tête le corps de justice d'Auxerre ; plusieurs notables se sont portés au-devant d'elle jusqu'à Annay-la-Côte.
Quand François de Dinteville II (év. 1530-1554) commence son épiscopat à Auxerre, Saint-Julien se trouve « dans un état encore plus déplorable » que l'abbaye Saint-Laurent-les-Cosne au sujet de laquelle, à la suite de nombreuses plaintes, le procureur du roi requiert un arrêt du parlement le 14 avril 1548 exigeant une réforme. Il doit visiter Saint-Julien deux fois (en 1534 puis 1542 à son retour d'Italie) pour que les religieuses remettent de l'ordre dans leurs affaires temporelles et spirituelles. 

Il y fait une troisième visite le 16 octobre 1553 pour renforcer les changements accomplis. L'abbesse Marie de Fontaines le reçoit solennellement à la porte de l'église ; elle souhaiterait interdire à l'évêque l'entrée du monastère, mais l'évêque de Nevers, qu'elle consulte, l'en dissuade au vu des titres qu'elle lui montre.
Par ailleurs, au début de 1552, le roi Henri II a besoin d'argent et demande un état des lieux (argenterie, charges et revenus) de chaque église du royaume, en prévision de l'emprunt qu'il fait plus tard cette année-là. 

Dans le même temps que Marie de Fontaines est abbesse, la prieure de Saint-Julien est Guillemette de Saigny.

### Après les guerres de Religion
Dans la deuxième moitié du XVIe siècle, l'abbaye Saint-Julien est entièrement dévastée lors des guerres de Religion, qui durent pratiquement toute cette seconde moitié du siècle jusqu'à l'édit de Nantes en 1598. Les religieuses quittent Auxerre et s'installent dans leur maison de Charentenet, 20 km au sud d'Auxerre. En 1589, l'année de la mort d'Henri III, peu après le 25 avril, les chaises du chœur de l'église Saint-Martin de Saint-Julien sont amenées aux jacobins et l'église est proposée pour la démolition ainsi que la maison Gerbaut (voir abbaye Saint-Marien pour cette dernière). 

Gilles de Souvré, évêque 1626-1631, tente de visiter l'établissement de Charentenay mais lui aussi, comme d'autres évêques précédemment, s'en voit refuser l'entrée. Au contraire ses tentatives l'amènent à devoir confirmer une censive sur l'évêché et d'autres redevances sur Gy-l'Evêque. En 1629, il obtient un arrêt soumettant - en théorie - les religieuses à sa visite, mais il n'arrive pas à le faire imposer. Bien qu'étant déjà allé à Paris en février 1634, il y retourne pendant l'été spécialement pour suivre cette histoire de Charentenay et celle de sa maison épiscopale aliénée par le cardinal de la Bourdaisière (év. 1563-1570). 

Son successeur Dominique Séguier (év. 1631-1637) aimerait faire revenir les religieuses dans l'abbaye d'Auxerre mais l'état des bâtiments ne le permet pas. Il les visite donc à Charentenet, et y confirme les règlements de François de Donadieu (év. 1599-1625).

### L'abbaye est rebâtie
Au XVIIe siècle, l'abbaye d'Auxerre est rebâtie à neuf ; Pierre de Broc, évêque 1640-1671, pose la première pierre du chantier le 8 mai 1647. Son enclos est considérablement augmenté et de hautes murailles sont construites. Une fois les travaux terminés, les bénédictines reviennent occuper leur monastère. Elles y reçoivent en 1650 la visite du jeune Louis XIV accompagné de sa mère Anne d'Autriche et de Mazarin Pierre de Broc les engage à adopter la réforme du Val-de-Grâce. Anne de La Madelaine de Ragny, coadjutrice de la maison d'Auxerre (1651-1657, puis abbesse 1657- † 1693), adopte cette réforme.
La prospérité revient.
Au XVIIIe siècle, l'abbaye représente un revenu de 6 000 livres et, en conséquence, un bénéfice recherché par les gens de la noblesse. Une famille en particulier s'y retrouve, avec cinq femmes sur quatre générations qui couvrent 173 ans d'abbatiat entre 1597 et 1776 : les La Madeleine de Ragny. À l'origine de cette remarquable continuité, on trouve François de La Madeleine de Ragny, bailli d'Auxois bien au fait des alliances et autres réseaux de la région et qui a amené au roi de Navarre (1572–1610) et futur roi de France Henri IV (1589–1610) une bonne partie de la noblesse catholique locale. Puis Claude de la Madeleine, évêque d'Autun (1622-1652), se distingue à l'Assemblée du Clergé de 1641 pour son chaud support du roi Louis XIII ; Richelieu reconnaissant lui offre une récompense et Claude demande la permission de nommer sa nièce Anne coadjutrice de Saint-Julien. À cette époque, l'abbesse de Saint-Julien est Gabrielle de La Madeleine, deuxième sœur de l'évêque après Louise de La Madeleine à gouverner Saint-Julien ; elle décide de rester à Charentenet, et Anne prend la tête des religieuses revenues à Auxerre. Après la mort de Gabrielle en 1651, c'est tout naturellement Anne qui lui succède à la tête de l'abbaye.
Vers 1745, l'évêque d'Auxerre, Charles de Caylus (très favorable au jansénisme), reproche assez violemment à l'abbesse Louise-Catherine de Ragny de laisser faire les mariages dans son église. L'abbesse réplique qu'une charte de 1269 lui en donne le droit lors de quatre fêtes de l'année pour ce qui concerne les mariages des serviteurs de l'abbaye (par exemple, lorsque Marie Pijory, portière et résidente de Saint-Julien, se marie en 1714 avec Léonard Guiton, pâtissier, le contrat est passé dans le parloir de l'abbaye). Au vu de cette charte, Mgr de Caylus s'adoucit et lui écrit en 1746 une lettre convenable. Les bernardines du monastère des Isles éprouvent elles aussi l'autorité de l'évêque.
L'architecte Claude Louis d'Aviler († 1764) travaille pour les religieuses de Saint-Julien.
En 1780, Saint-Julien comprend vingt-cinq religieuses. L’abbesse faisait, chaque année, le Jeudi Saint, une distribution de pain à tous les pauvres qui se présentaient à la porte de l'abbaye. C’était ce qu’on appelait une « donnée générale ». On y employait ordinairement trente wikt:bichets de blé.
L'abbesse de Saint-Julien a droit de haute, moyenne et basse justice sur son territoire, le faubourg Saint-Martin, droit identique à ceux de l'évêque et du comte d'Auxerre sur les autres parties de la ville.

### Fin de l'abbaye
Les religieuses sont expulsées en 1790. Le bâtiment abbatial est démoli en 1793 et d'autres bâtiments au XIXe siècle.
.

## Terres et possessions
Dès la deuxième fondation de Saint-Julien par Pallade, ce dernier dote richement son nouvel établissement. Certaines de ses donations proviennent de Dagobert Ier mais d'autres sont prises sur le capital immobilier des abbayes Saint-Germain et Saint-Étienne. Les trois donations de Dagobert que Pallade donne à Saint-Julien sont Migennes (territoire de Sens), Vincelles et Trucy au bord de l'Yonne. De Saint-Étienne il prend Vaux (au sud de l'actuelle commune d'Auxerre, à 5 km en amont de l'embouchure du ru de Vallan), Clamecy, également en bord de l'Yonne, et Flacy qui venait de saint Didier. Il donne également Annay-la-Côte, « pays de bon vin » dans l'Avallonais ; un lieu du nom de Campobossum dans le Sénonais (probablement Champlost à côté de Saint-Florentin) ; Cry (Tonnerrois) ; la ferme de Rully sur Troyes ; et un tiers de la terre de Souesmes (Berry), possession de Saint-Étienne à qui elle fournit les luminaires et qui devra dorénavant en céder un tiers à Saint-Julien.
L'évêque Hugues de Montaigu (1115-1136) donne à Saint-Julien-lès-Auxerre l'église de Migé et celle de Charentenet, que l'abbesse Alix lui réclame. Il profite de l'occasion pour confirmer toutes les possessions de l'abbaye, à condition que les religieuses célébreraient son anniversaire après sa mort.
En 1291 Jean, comte de Joigny, est à l'abbaye et y confirme les donations faites par ses ancêtres, en présence de Geoffroy II doyen du chapitre d'Auxerre.
Jusqu'aux XVIIe et XVIIIe siècles l'abbaye a capitalisé de nombreuses possessions. Les archives de l'Yonne conservent des traces de biens à Champs-sur-Yonne, Bussy-en-Othe (nord de Joigny) et d'autres parcelles en forêt d'Othe. 

Au XVIIIe siècle l'abbaye représente un revenu de 6 000 livres ; son abbesse perçoit la collation de cinq cures.

## Les abbés et abbesses
Dans les premiers siècles d'existence de l'établissement, il s'agit de prieurs puis de prieures. C'est seulement en 1553 qu'abbesse et prieure sont mentionnées ensemble.
Saint-Julien, dont le revenu n'est pas négligeable, est un bénéfice recherché. Bussy-Rabutin (1618-1693) va jusqu'à écrire au roi Louis XIV pour en obtenir l'abbatiat pour sa fille aînée Charlotte de Rabutin (qui recevra finalement l'abbaye de Prâlon en 1711).
Avant le transfert du prieuré hors des murs de la ville
- 622 : Nigivald : son nom est indiqué à l'occasion d'un legs que saint Didier fait par testament à Saint-Julien.

Après le transfert du prieuré hors des murs de la ville (~635)
- 635- ? : Andégise, diacre du chapitre d'Auxerre[L 6].

[...]
La première mention d'une abbesse, non nommée, pour Saint-Julien, date du 12 juillet 877 dans une charte de Charles le Chauve. À la demande de Hugues, abbé de Saint-Martin de Tours et autres abbayes, Charles le Chauve y confirme un échange entre les chanoines du monastère Saint-Martin de Chablis et l'abbesse de Saint-Julien. En 877 Saint-Julien est très probablement encore un apanage.
[...]
- ~1007 : Hermengarde[26].
- 1042 : Emma. Elle se plaint à Godefroi comte de Joigny des exactions du père du comte, et « la 12e année du règne de Henri Ier » (soit 1042) le comte Godefroi signe une charte renouvelant les engagements pris par son père repentant[13].

[...]
- Entre 1115 et 1136 : Alix (du temps de l'évêque Hugues de Montaigu)[L 37].

[...]
- 1198 : Héloïse[L 39], se plaint en 1196 auprès du pape Célestin III d'abus de la part de l'évêque d'Auxerre Hugues de Noyers qui a de plus refusé son choix de Guillaume de Saint-Bris pour la cure de Coulanges-la-Vineuse[L 40].
- 1217 : Mathilde de Toucy, fille de Narjot II de Toucy et d'Agnès de Montréal[26],[27].

[...]
- 1522 : Marguerite de Saigny[L 27].
- ~16 octobre 1553 : Marie de Fontaines. La prieure est Guillemette de Saigny[L 28].

[...]
- 1597-1603 : Louise de la Madeleine de Ragny († 1603), sœur du futur évêque d'Autun Claude de la Madeleine (1622-1652)[17]
- 1606-1657 : Gabrielle de la Madeleine de Ragny († 1657, sœur cadette de Louise[17] ; elle refuse de recevoir les inspections canoniques, accompagnées ou non du procureur du roi, tentées en vain par trois évêques auxerrois successifs)[28]. Elle reçoit sa nièce Anne de Ragny à Charentenet en 1642[17].
- 1657-1693 : Anne de la Madeleine de Ragny († 1693)[17]. Reçue à Saint-Julien par sa tante Gabrielle de Ragny en 1642, elle fait profession en 1647 ; en 1651 elle est nommée coadjutrice par sa tante l'abbesse et elle prend la tête des moniales revenues à Auxerre (sa tante se réservant le gouvernement de la maison de Charentenet)[17].
- 1693-1699 : Marie-Ambroise de Bollé de Chamlay[17].
- 1699-1736 : Anne-Louise de la Madeleine de Ragny († 18 mai 1737), nièce de Anne de Ragny précédente abbesse, accueillie à Saint-Julien à l'âge de huit ans. Démissionne en 1736[17].
- 1737- 1776 : Louise-Catherine de la Madeleine de Ragny († 28 octobre 1776), nièce de Anne-Louise de Ragny ; elle est religieuse à l'abbaye Saint-Julien de Dijon avant d'être nommée abbesse à Saint-Julien d'Auxerre le 18 mai 1737[17].

## Sépultures et reliques
De tout temps Saint-Julien a eu des reliques de saint Marcellien second évêque d'Auxerre (304-330). Inhumé d'abord au Mont-Artre où il est encore du temps de saint Germain, son corps a vraisemblablement été translaté dans l'église Saint-Julien au temps de la deuxième fondation de cette dernière peu avant l'an 650.
Saint-Julien possédait une relique de saint Germain, une portion de péroné scié des deux bouts.

## Confusion avec Saint-Martin-lès-Saint-Marien
L'église Saint-Martin-lès-Saint-Julien peut être confondue avec l'église Saint-Martin-lès-Saint-Marien. Cette dernière, bâtie au VIIe siècle en rive droite de l'Yonne sous le nom d'église Saint-Martin, est devenue l'église Saint-Martin-lès-Saint-Marien quand elle a été reprise au XIIe siècle par les prémontrés de l'abbaye Saint-Marien – d'où son nom.
Il semble que Saint-Martin les-Saint-Julien ait été plus grande que l'église Saint-Martin les-Saint-Marien.